# Église Saint-Étienne d'Auvers
Pour les articles homonymes, voir Église Saint-Étienne et Saint-Étienne (homonymie).
L'église Saint-Étienne d'Auvers est un édifice catholique, du début du XIIIe siècle, qui se dresse sur le territoire de la commune française d'Auvers, dans le département de la Manche, en région Normandie. L'édifice est classé au titre des monuments historiques.

## Localisation
L'église est située sur la commune d'Auvers, dans le département français de la Manche.

## Historique
On y invoque saint Laurent pour la guérison du zona.

## Description
L'église d'Auvers est de style gothique. La nef et les collatéraux sont du début du XIIIe siècle et étaient couverts à l'origine de berceaux de bois furent couverts de croisées d'ogives au début du XIVe siècle. Son chœur simple à l'origine a été refait et agrandi au XIVe siècle avec l'adjonction de collatéraux. À la croisée du transept se dresse un clocher en bâtière de section carrée. La nef des XIIIe et XIVe siècles est aveugle et s'éclaire latéralement par les fenêtres des bas-côtés. L'église aurait été le premier édifice gothique à adopter cette disposition. En partie haute de la nef, sous le Second Empire, on perça deux baies jumelées dans le style Renaissance.
L'édifice abrite également des peintures murales du XIVe siècle.

## Protection
L'église est classée au titre des monuments historiques par arrêté du 21 mars 1994.

## Mobilier
L'église abrite de nombreuses œuvres inscrites au titre objet aux monuments historiques dont : un cadran solaire du XVIe siècle, des fonts baptismaux de la fin du XIe siècle,, une statue de la Vierge à l'Enfant du XVIIIe siècle, une statue de saint Sébastien du XVIIIe siècle et des verrières des XIXe et XXe siècles,.